# Médaille militaire (Espagne)
La médaille militaire est une décoration espagnole, instituée en 1918 pour récompenser des membres du service militaire espagnol en reconnaissance de leur bravoure sur le champ de bataille, indépendamment de leur rang.

## Guerre civile espagnole
Pendant la Guerre civile espagnole, les membres allemands de la Légion Condor ont aussi été décorés de cette médaille.

Quelques récipiendaires notables:
- Adolf Galland
- Hans Freiherr von Funck
- Werner Mölders
- Walter Oesau
- Wilhelm Ritter von Thoma